# Bedrijventerrein Rotterdam Noord-West
Bedrijventerrein Rotterdam Noord-West is een bedrijventerrein bij de Rotterdamse wijk Overschie. Het beslaat een oppervlak van 117 ha en er zijn (in 2005) ongeveer 390 bedrijven gevestigd.
Bedrijventerrein Noord-West ligt in de Oost-Abtspolder die is opgespoten met havenslib. In de jaren tachtig is het bedrijvenpark tot ontwikkeling gebracht. De eerste grote bedrijven die zich er vestigden waren distributiecentra zoals het Korean Trade & Distribution Center.

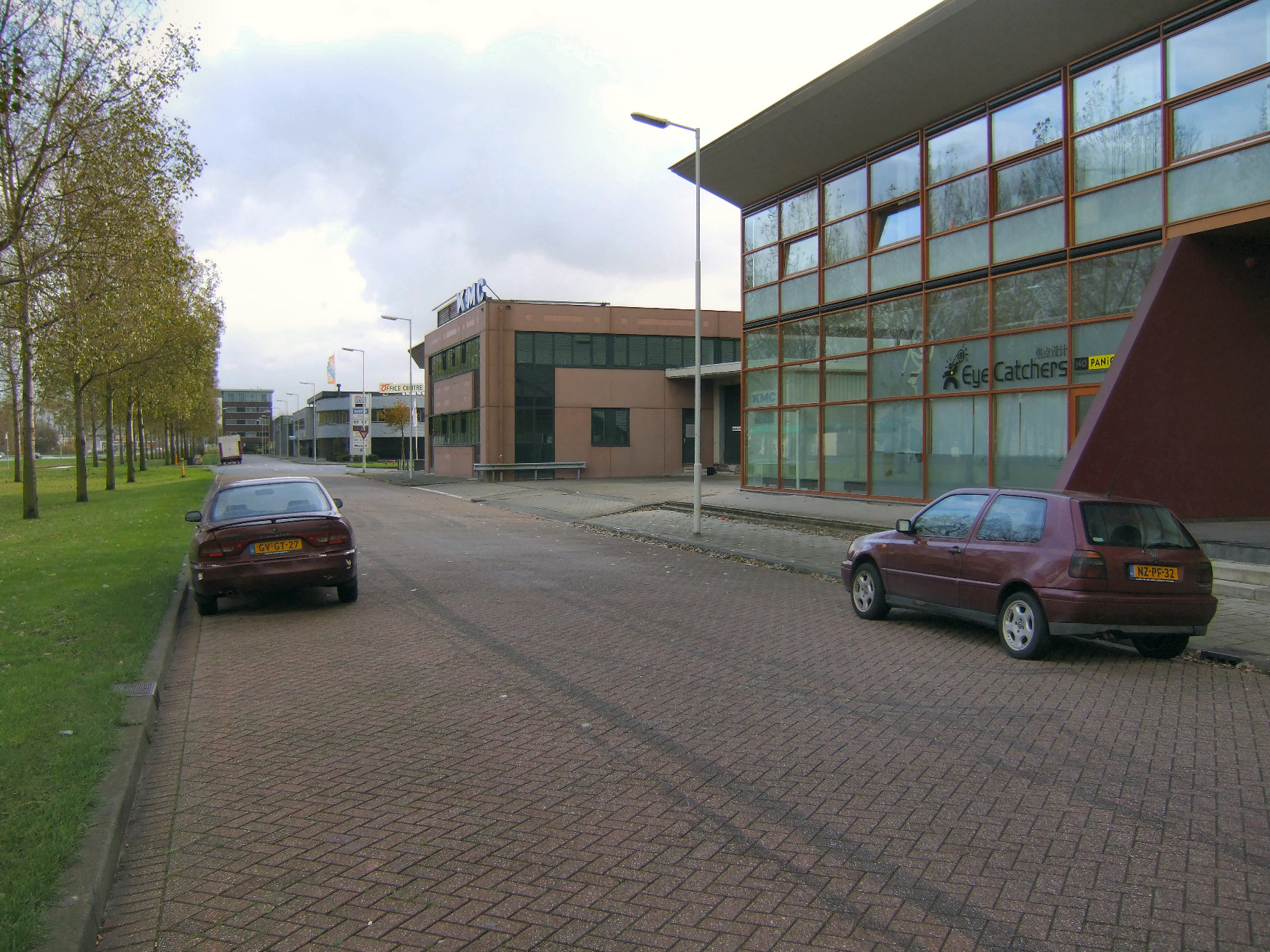
Pittsburghstraat in Rotterdam Noord-West

Bedrijventerrein Noord-West is ontsloten via de Matlingeweg naar de A20 en de Doenbrug naar de A13.

## Openbaar vervoer
Reizigers kunnen reizen met buslijn 42 van de RET die rijdt tussen station Marconiplein en het bedrijventerrein.